# صعوه قهوه‌ای
صعوه قهوه‌ای (نام علمی: Prunella fulvescens) نام یک گونه از راسته گنجشک‌سانان است.